# John Bickerton
John Bickerton (* 23. Dezember 1969 in Redditch, England) ist ein englischer Profigolfer der European Tour.
Er wurde 1991 Berufsgolfer und gewann nach 287 Turnierteilnahmen mit fünf zweiten Plätzen im Oktober 2005 sein erstes European Tour Event, die Open de Canarias. Im Juni 2006 folgte sein zweiter – wesentlich bedeutenderer – Erfolg, die Open de France mit einem Siegerscheck von € 666.660.
Im Jahre 2000 wurde Bickerton in das Team von Großbritannien und Irland bei der Seve Trophy einberufen.

## Turniersiege
- 1994 Gore-Tex Challenge (Challenge Tour)
- 2005 Abama Open de Canarias (European Tour)
- 2006 Open de France (European Tour)
- 2007 Alfred Dunhill Championship (European Tour, Saison 2008 und Sunshine Tour, Saison 2007/2008)